# 国際連帯税
国際連帯税（こくさいれんたいぜい、英語: International Solidarity Levy）とは、気候変動や貧困、疫病などの地球規模の問題への対策資金を創出するための、革新的資金メカニズム (IFM) 構想のひとつ。国境を越えて展開される経済活動に対して課税し、その税収を途上国向けの開発支援などに活用することを目的としている。

## 概要
国際連帯税は、2002年3月、メキシコのモンテレーで開かれた国連開発資金国際会議の場において、国連のミレニアム開発目標 (MDGs) 達成のため革新的資金メカニズムの一環として、初めて導入が検討された。
現在、この構想から具体的に発展したイニシアティブとして、医療品購入補助機構としてのUNITAID（国際医療品購入ファシリティ）、疫病などの予防接種資金調達補助のためのIFFIm（予防接種のための国際金融ファシリティ）、そしてドイツ、フランス、スペイン、など8カ国が導入する航空券連帯税が実施されており、最新の研究としてはCTT（通貨取引税）の導入がオーストリア、ブラジル、チリなどにより検討されている。このCTTの用途を途上国の開発支援に限定したものとして、近年はCTDL（通貨取引開発税）が注目を集めている。（→通貨取引開発税）

## 対象
国際連帯税は、これまで国単位で考えられてきた税制度を地球的規模で実施するという発想に立っており、その課税対象は様々なセクターを横断する。2004年12月にフランス政府がまとめたレポート（通称「ランドー・レポート」）によると、具体的な課税の方法として次のものが挙げられた。
- 炭素税
- 航空・海上輸送税
- 航空券税
- 多国籍企業税（最近の具体化では、GAFA税、デジタル税など）
- 武器取引税
- 金融取引税

## 背景と経緯

### 背景
国際連帯税の歴史は、近代では1970年代にジェームズ・トービンによって提唱されたトービン税にまで遡る。1994年のメキシコ通貨危機以降、その税収を途上国の債務解消などに宛てることを想定して発展したトービン税構想は世界の注目を集めたが、各国が同時に導入しなければ効果が出ないという難点から、別の構想が模索されていた。
そんな折、2000年9月、国連のミレニアム・サミットにおいてミレニアム宣言が採択され、さらにこの宣言をもとに翌2001年には具体的な指標を定めた「ミレニアム開発目標 (MDGs)」が策定され、国際社会は目標達成のための資金調達方法を真剣に検討し始めた。そして、2002年3月、モンテレイ国連開発資金国際会議の場において、ミレニアム開発目標達成のための革新的資金メカニズムの一環として、国際連帯税の導入が初めて検討されることとなった。

### 経緯
- 1994年12月、メキシコ通貨危機が発生。
- 1997年7月、タイ・アジア通貨危機が発生。
- 2000年9月、国連のミレニアム・サミットで開発目標として、政府開発援助 (ODA) 資金の必要割合としてGDPの0.7％枠が達成基準として定められる。
- 2002年3月、モンテレイで国連開発資金会議が開かれる。
- 2003年1月、イギリスが各国に先立ちIFF（国際金融ファシリティ）を創設。
- 2003年12月、フランス大統領府が「ランドー・レポート」を発表。
- 2004年1月、ブラジル、フランス、チリなどが「革新的資金メカニズムに関する専門家グループ」を結成。
- 2005年1月、ダボス会議で仏シラク大統領が国際連帯税構想を発表。
- 2005年8月、フランスが航空券連帯税の導入を発表。
- 2005年9月、国連世界サミットで6カ国が航空券連帯税の導入を発表。
- 2006年2月、パリ国際会議にて「開発のための連帯税に関するリーディング・グループ」（以下、LG）が結成される（メンバー数：38）。
- 2006年7月、ブラジリアで第1回LG総会が開催される。
- 2007年2月、オスロで第2回LG総会が開催。「タックス・ヘイヴンと資本流出に関するタスクフォース」を設置（メンバー数：46）。
- 2007年9月、ソウルで第3回LG総会が開催される（メンバー数：53）。
- 2006年10月、英・仏など5カ国により国際医療品購入ファシリティ「UNITAID」が発足。
- 2008年4月、ダカールで第4回LG総会を開催。エジプトと日本が新たにオブザーバーとして参加する。
- 2008年11月、コナクリで第5回LG総会を開催。日本が初めて正規のメンバーとして参加。
- 2008年12月、ドーハの国連貿易開発会議でLGの正式名称が「開発のための革新的資金調達に関するリーディング・グループ」に改名される。
- 2009年6月、パリで第6回LG総会を開催。
- 2009年10月、LGがパリで「金融取引と開発に関するタスクフォース」を設置。
- 2010年1月、サンチアゴで第7回LG総会を開催。
- 2010年12月、東京で第8回LG総会を開催。
- 2011年6月、バマコで第9回LG総会を開催。
- 2012年3月、マドリードで第10回LG総会を開催。
- 2013年2月、ヘルシンキで第11回LG総会を開催。アフリカ連合がオブザーバー参加（メンバー数：63）。

## 課題
国際連帯税の推進に当たっては、租税回避地と資金流失の問題（タックス・ヘイヴン対策）、および金融・通貨取引に対する課税（通貨取引開発税）の問題に取り組む、国際タスクフォースの設立が必要であるとされ、前者については2007年以降、ノルウェー政府主導でタスクフォースが設置され、現実的な取組みが開始されている。
しかし後者については、依然として主導国不在の状況が続いており、EU（欧州連合）諸国ではオーストリア、MERCOSUR（南米南部共同市場）諸国では、ブラジルやチリなどがタスクフォースの設置を検討しているが、G7による主導が必要であるとして、現在も設置に至っていない。また実際の導入にあたっては、有価証券・金融・通貨に対する取引税の検討と実施が必要だとされている。